# Taigarietgans
De taigarietgans (Anser fabalis) is een middelgrote tot grote gans die broedt in het noorden van Europa en Azië. De wetenschappelijke naam van de soort werd in 1787 gepubliceerd door John Latham. Dit taxon wordt door sommige auteurs beschouwd als de typische ondersoort fabalis van de rietgans, waarvan in dat geval de toendrarietgans (serrirostris) als de andere ondersoort wordt beschouwd. Over het opvatten van de toendrarietgans als aparte soort is geen consensus; onder andere de British Ornithologists' Union (BOU) doet dit niet. De taigarietgans is een trekvogel die overwintert in het westen en zuiden van Europa en Azië.

## Beschrijving
De taigarietgans en de toendrarietgans lijken sterk op elkaar. De lengte varieert 68 tot 90 cm, spanwijdte 140 tot 174 cm en het gewicht van 1,7 tot 4 kg. De taigarietgans is ten opzichte van de toendrarietgans gemiddeld groter, heeft een langere, slanke nek, een wigvormige kop en een grote, platte oranje snavel. De toendrarietgans is gemiddeld wat kleiner dan de taigarietgans en heeft een kleinere, ronde kop (als de kleine rietgans), kortere dikke hals, en ook kortere snavel die zwart is aan de basis en top, met een brede oranje streep over het midden.

## Verspreiding en leefgebied
Binnen de soort taigarietgans worden drie ondersoorten onderscheiden:
- A. f. fabalis broedt in Scandinavië oost tot de Oeral. Deze is relatief groot, met smalle nek en meer oranje op de snavel dan de volgende ondersoort. Op deze ondersoort is de Afrikaans-Euraziatische overeenkomst over watervogels (AEWA) van toepassing.
- A. f. johanseni Broedt in de West-Siberische taiga. De ondersoort heeft een langere, donkere snavel met weinig oranje.
- A. f. middendorffii (Middendorffs rietgans) broedt in de Oost-Siberische taiga, met een nog langere snavel met ook weinig oranje.

## Status in Nederland
Er zijn aanwijzingen dat de taigarietgans vroeger talrijk was in Nederland. Goede documentatie bestaat er echter pas sinds 1975. De taigarietgans is een overwinteraar die voorkomt in het grensgebied tussen Drenthe en Groningen, rond het Zuidlaardermeer, verder in Flevoland, de kop van Overijssel en het oosten van Noord-Brabant. Taigarietganzen komen in november en vertrekken vaak alweer in februari. De aantallen namen tussen 1975 toe van enkele honderdtallen tot een gemiddelde van bijna 3.000 exemplaren in de winter van 1978/79. Gedurende de strenge winters in de jaren 1980 steeg het aantal weer tot gemiddeld boven de 3500. Daarna volgde een dip tot onder de 500 in de jaren 1990 en in het eerste decennium van de 21ste eeuw schommelt het aantal overwinteraars zo rond de 1.000.